# Ляс-Яворський
Ляс-Яворський (пол. Las Jaworski) — село в Польщі, у гміні Вежбно Венґровського повіту Мазовецького воєводства.
Населення — 42 особи (2011).
У 1975-1998 роках село належало до Седлецького воєводства.

## Демографія
Демографічна структура станом на 31 березня 2011 року:
|          | Загалом | Допрацездатний вік | Працездатний вік | Постпрацездатний вік |
| -------- | ------- | ------------------ | ---------------- | -------------------- |
| Чоловіки | 24      | 2                  | 16               | 6                    |
| Жінки    | 18      | 4                  | 8                | 6                    |
| Разом    | 42      | 6                  | 24               | 12                   |